# Ilino Brdo
Ilino Brdo (cyr. Илино Брдо) – wieś w Czarnogórze, w gminie Budva. W 2003 roku pozostawała niezamieszkana.